# Rhamphophryne truebae
Rhamphophryne truebae là một loài cóc thuộc họ Bufonidae.
Đây là loài đặc hữu của Colombia.